# オハイオ州の郡一覧
オハイオ州の郡一覧は、アメリカ合衆国オハイオ州内の郡の一覧である。オハイオ州内には88の郡がある。
オハイオ州憲法では都市や村と同様にチャーター政府（自治色の強い政府）を設定できるとしているが、現実にはサミット郡とカヤホガ郡が実施しているだけであり、カヤホガ郡の場合も2009年11月の住民投票で承認されたばかりである。郡は自治権を持っておらず、オハイオ州議会で承認されてきた権限のみを行使できる。オハイオ州法では郡政府の構造を規定しているが、各郡は独自の構造を選定してもよい。サミット郡とカヤホガ郡は別案を選択したが、残り全ての郡は州法のままの構造である。郡政府の選挙で選ばれる役人は、3人の郡政委員、保安官（郡内では警察権の長）、検察官（他州の地区検事に相当）、検視官、技師、監査官、財務官、裁判所事務官である。

## オハイオ州の郡の一覧
下表はアルファベット順である。なお、人口は2020年に行われた国勢調査による数値である。
| 郡名                                  | 郡庁所在地                                      | 設立年月日     | 郡名の由来 | 人口        | 陸地面積             | 地図 |
| ------------------------------------- | ----------------------------------------------- | -------------- | --- | ----------- | -------------------- | ---- |
| アダムズ郡 (Adams County)             | ウェストユニオン (West Union)                   | 1797年7月10日  | ジョン・アダムズ（1735年-1826年）、第2代アメリカ合衆国大統領、郡設立時に在任                                      | 27,477人    | 1,512km2 (583.91mi2) |      |
| アレン郡 (Allen County)               | ライマ (Lima)                                   | 1820年3月1日   | ジョン・アレン（1771年-1813年）、米英戦争の軍人                                                                   | 102,206人   | 1,047km2 (404.43mi2) |      |
| アシュランド郡 (Ashland County)       | アシュランド (Ashland)                          | 1846年2月24日  | ケンタッキー州出身のヘンリー・クレイの荘園名                                                                      | 52,447人    | 1,099km2 (424.37mi2) |      |
| アシュタビューラ郡 (Ashtabula County) | ジェファーソン (Jefferson)                      | 1807年6月7日   | アシュタビューラ川、アルゴンキン語で「魚の川」                                                                    | 97,574人    | 1,819km2 (702.44mi2) |      |
| アセンズ郡 (Athens County)            | アセンズ (Athens)                               | 1805年3月1日   | ギリシャのアテネ                                                                                                  | 62,431人    | 1,313km2 (506.76mi2) |      |
| オーグレイズ郡 (Auglaize County)      | ワーパーコネタ (Wapakoneta)                     | 1848年2月14日  | オーグレイズ川、ショーニー語で「倒木の川」                                                                        | 46,422人    | 1,039km2 (401.25mi2) |      |
| ベルモント郡 (Belmont County)         | セントクレアズビル (St.Clairsville)             | 1801年9月7日   | フランス語で「美しい山」                                                                                          | 66,497人    | 1,392km2 (537.35mi2) |      |
| ブラウン郡 (Brown County)             | ジョージタウン (Georgetown)                     | 1818年3月1日   | ジェイコブ・ブラウン（1775年-1828年）、米英戦争の将軍                                                             | 43,676人    | 1,274km2 (491.76mi2) |      |
| バトラー郡 (Butler County)            | ハミルトン (Hamilton)                           | 1803年5月1日   | リチャード・バトラー（1743年-1791年）、ウォバッシュの戦いで戦死                                                   | 390,357人   | 1,210km2 (467.27mi2) |      |
| キャロル郡 (Carroll County)           | キャロルトン (Carrollton)                       | 1833年1月1日   | チャールズ・キャロル（1737年-1832年）、アメリカ独立宣言署名者で最後に死んだ                                       | 26,721人    | 1,022km2 (394.67mi2) |      |
| シャンペーン郡 (Champaign County)     | アーバナ (Urbana)                               | 1805年3月1日   | フランス語で「平原」、地域の平坦さを表す                                                                          | 38,714人    | 1,110km2 (428.56mi2) |      |
| クラーク郡 (Clark County)             | スプリングフィールド (Springfield)              | 1818年3月1日   | ジョージ・ロジャース・クラーク（1752年-1818年）、スプリングフィールド近くの戦いでショーニー族インディアンを倒した | 136,001人   | 1,036km2 (399.86mi2) |      |
| クラーモント郡 (Clermont County)      | バテイビア (Batavia)                            | 1800年12月6日  | フランス語で「晴れた山」                                                                                          | 208,601人   | 1,171km2 (451.99mi2) |      |
| クリントン郡 (Clinton County)         | ウィルミントン (Wilmington)                     | 1810年3月1日   | ジョージ・クリントン（1739年-1812年）、郡創設時のアメリカ合衆国副大統領                                           | 42,018人    | 1,064km2 (410.88mi2) |      |
| コロンビアナ郡 (Columbiana County)    | リスボン (Lisbon)                               | 1803年5月1日   | クリストファー・コロンブス、アメリカ大陸発見者                                                                    | 101,877人   | 1,379km2 (532.46mi2) |      |
| コショクトン郡 (Coshocton County)     | コショクトン (Coshocton)                        | 1810年1月31日  | デラウェア族インディアンの言葉で「水の統合」                                                                      | 36,612人    | 1,461km2 (564.07mi2) |      |
| クロウフォード郡 (Crawford County)    | ビューサイラス (Bucyrus)                        | 1820年4月1日   | ウィリアム・クロウフォード（1732年-1782年）、アメリカ独立戦争の軍人                                               | 42,025人    | 1,041km2 (402.11mi2) |      |
| カヤホガ郡 (Cuyahoga County)          | クリーブランド (Cleveland)                      | 1807年6月7日   | カヤホガ川、イロコイ語で「曲がりくねった川」                                                                      | 1,264,817人 | 1,187km2 (458.49mi2) |      |
| ダーク郡 (Darke County)               | グリーンビル (Greenville)                       | 1809年1月3日   | ウィリアム・ダーク（1736年ー1801年）、アメリカ独立戦争の軍人                                                      | 51,881人    | 1,553km2 (599.80mi2) |      |
| ディファイアンス郡 (Defiance County)  | ディファイアンス (Defiance)                     | 1845年4月7日   | ディファイアンス砦、1794年にアンソニー・ウェイン将軍が造った                                                      | 38,286人    | 1,065km2 (411.16mi2) |      |
| デラウェア郡 (Delaware County)        | デラウェア (Delaware)                           | 1808年4月1日   | デラウェア族インディアン                                                                                          | 214,124人   | 1,146km2 (442.41mi2) |      |
| エリー郡 (Erie County)                | サンダスキー (Sandusky)                         | 1838年3月15日  | エリー族インディアン                                                                                              | 75,622人    | 660km2 (254.88mi2)   |      |
| フェアフィールド郡 (Fairfield County) | ランカスター (Lancaster)                        | 1800年12月9日  | 「素晴らしい野原」                                                                                                | 158,921人   | 1,308km2 (505.11mi2) |      |
| ファイエット郡 (Fayette County)       | ワシントンコートハウス (Washington Court House) | 1810年3月1日   | ラファイエット侯爵、アメリカ独立戦争とフランス革命に参加したフランスの軍人で貴族                                  | 28,951人    | 1,053km2 (406.58mi2) |      |
| フランクリン郡 (Franklin County)      | コロンバス (Columbus)                           | 1803年4月30日  | ベンジャミン・フランクリン（1706年-1791年）、アメリカ合衆国建国の父                                               | 1,323,807人 | 1,398km2 (539.87mi2) |      |
| フルトン郡 (Fulton County)            | ウォーシオン (Wauseon)                          | 1850年4月1日   | ロバート・フルトン（1765年-1815年）、蒸気船の発明者                                                               | 42,713人    | 1,054km2 (406.78mi2) |      |
| ガリア郡 (Gallia County)              | ガリポリス (Gallipolis)                         | 1803年4月30日  | ガリア、フランスの古名                                                                                            | 29,220人    | 1,214km2 (468.78mi2) |      |
| ジアーガ郡 (Geauga County)            | チャードン (Chardon)                            | 1806年3月1日   | インディアンの言葉で「アライグマ」                                                                                | 95,397人    | 1,045km2 (403.66mi2) |      |
| グリーン郡 (Greene County)            | ゼニア (Xenia)                                  | 1803年5月1日   | ナサニエル・グリーン将軍、アメリカ独立戦争の軍人                                                                  | 167,966人   | 1,075km2 (414.88mi2) |      |
| ガーンジー郡 (Guernsey County)        | ケンブリッジ (Cambridge)                        | 1810年3月1日   | イギリス海峡のガーンジー島、移住者が多かった                                                                      | 38,438人    | 1,352km2 (521.90mi2) |      |
| ハミルトン郡 (Hamilton County)        | シンシナティ (Cincinnati)                       | 1790年2月2日   | アレクサンダー・ハミルトン（1755年-1804年）、郡創設時のアメリカ合衆国財務長官                                     | 830,639人   | 1,055km2 (407.36mi2) |      |
| ハンコック郡 (Hancock County)         | フィンドレー (Findlay)                          | 1820年4月1日   | ジョン・ハンコック（1737年-1793年）、大陸会議議長                                                                 | 74,920人    | 1,376km2 (531.35mi2) |      |
| ハーディン郡 (Hardin County)          | ケントン (Kenton)                               | 1820年4月1日   | ジョン・ハーディン（1753年-1792年）、アメリカ独立戦争の軍人                                                       | 30,696人    | 1,218km2 (470.29mi2) |      |
| ハリソン郡 (Harrison County)          | カディス (Cadiz)                                | 1813年2月1日   | ウィリアム・ハリソン（1773年-1841年）、米英戦争の将軍、後の大統領                                                 | 14,483人    | 1,045km2 (403.53mi2) |      |
| ヘンリー郡 (Henry County)             | ナポレオン (Napoleon)                           | 1820年4月1日   | パトリック・ヘンリー（1736年-1799年）、アメリカ独立戦争の扇動者                                                   | 27,662人    | 1,079km2 (416.50mi2) |      |
| ハイランド郡 (Highland County)        | ヒルズバロ (Hillsboro)                          | 1805年5月1日   | 地域が高原であったこと                                                                                            | 43,317人    | 1,433km2 (553.28mi2) |      |
| ホッキング郡 (Hocking County)         | ローガン (Logan)                                | 1818年3月1日   | デラウェア族インディアンの言葉で「瓶」から派生した可能性あり                                                      | 28,050人    | 1,095km2 (422.75mi2) |      |
| ホームズ郡 (Holmes County)            | ミラーズバーグ (Millersburg)                    | 1824年1月20日  | アンドリュー・ホームズ（-1814年）、米英戦争の軍人                                                                 | 44,223人    | 1,096km2 (422.99mi2) |      |
| ヒューロン郡 (Huron County)           | ノーウォーク (Norwalk)                          | 1809年3月7日   | ヒューロン族インディアン                                                                                          | 58,565人    | 1,276km2 (492.69mi2) |      |
| ジャクソン郡 (Jackson County)         | ジャクソン (Jackson)                            | 1816年3月1日   | アンドリュー・ジャクソン、（1767年-1845年）、米英戦争の将軍、後の大統領                                           | 32,653人    | 1,089km2 (420.28mi2) |      |
| ジェファーソン郡 (Jefferson County)   | スチューベンビル (Steubenville)                 | 1797年7月29日  | トーマス・ジェファーソン（1743年-1826年）、郡創設時の副大統領、後の大統領、アメリカ独立宣言の起草者               | 65,249人    | 1,061km2 (409.61mi2) |      |
| ノックス郡 (Knox County)              | マウントバーノン (Mount Vernon)                 | 1808年3月1日   | ヘンリー・ノックス、初代アメリカ合衆国陸軍長官                                                                    | 62,721人    | 1,365km2 (527.12mi2) |      |
| レイク郡 (Lake County)                | ペインズビル (Painesville)                      | 1840年3月6日   | エリー湖に接していたこと                                                                                          | 232,603人   | 591km2 (228.21mi2)   |      |
| ローレンス郡 (Lawrence County)        | アイアントン (Ironton)                          | 1815年12月21日 | ジェイムズ・ローレンス（1781年-1813年）、米英戦争の海軍英雄                                                       | 58,240人    | 1,178km2 (454.96mi2) |      |
| リッキング郡 (Licking County)         | ニューアーク (Newark)                           | 1808年3月1日   | 地域にあった岩塩（リック）                                                                                        | 178,519人   | 1,778km2 (686.50mi2) |      |
| ローガン郡 (Logan County)             | ベルファウンテン (Bellefontaine)                | 1818年3月1日   | ベンジャミン・ローガン（1742年頃-1802年）、郡内にあったショーニー族の集落を破壊した                               | 45,858人    | 1,187km2 (458.44mi2) |      |
| ロレイン郡 (Lorain County)            | イリリア (Elyria)                               | 1822年12月26日 | フランスのロレーヌ地域圏                                                                                          | 301,356人   | 1,276km2 (492.50mi2) |      |
| ルーカス郡 (Lucas County)             | トレド (Toledo)                                 | 1835年6月20日  | ロバート・ルーカス（1781年-1853年）、郡創設時のオハイオ州知事                                                     | 431,279人   | 882km2 (340.46mi2)   |      |
| マディソン郡 (Madison County)         | ロンドン (London)                               | 1810年3月1日   | ジェームズ・マディソン（1751年-1836年）、第4代大統領、郡創設時に在任                                              | 43,824人    | 1,205km2 (465.44mi2) |      |
| マホニング郡 (Mahoning County)        | ヤングスタウン (Youngstown)                     | 1846年3月1日   | マホニング川、インディアンの言葉で「岩塩の所で」                                                                  | 228,614人   | 1,075km2 (415.25mi2) |      |
| マリオン郡 (Marion County)            | マリオン (Marion)                               | 1820年4月1日   | フランシス・マリオン（1732年-1795年）、アメリカ独立戦争の軍人                                                     | 65,359人    | 1,046km2 (403.84mi2) |      |
| メダイナ郡 (Medina County)            | メダイナ (Medina)                               | 1912年2月18日  | メディナ、サウジアラビアのマディーナ州にある聖地                                                                  | 182,470人   | 1,092km2 (421.55mi2) |      |
| メグズ郡 (Meigs County)               | ポメロイ (Pomeroy)                              | 1819年4月1日   | リターン・ジョナサン・メグズ（1764年-1825年）、オハイオ州知事、郡創設時のアメリカ合衆国郵政長官                   | 22,210人    | 1,112km2 (429.42mi2) |      |
| マーサー郡 (Mercer County)            | セライナ (Celina)                               | 1820年4月1日   | ヒュー・マーサー（1726年-1777年）、アメリカ独立戦争の軍人                                                         | 42,528人    | 1,200km2 (463.27mi2) |      |
| マイアミ郡 (Miami County)             | トロイ (Troy)                                   | 1807年3月1日   | マイアミ族インディアン                                                                                            | 108,774人   | 1,054km2 (407.04mi2) |      |
| モンロー郡 (Monroe County)            | ウッズフィールド (Woodsifeld)                   | 1813年2月29日  | ジェームズ・モンロー、郡創設時のアメリカ合衆国国務長官、後の大統領                                                | 13,385人    | 1,180km2 (455.54mi2) |      |
| モンゴメリー郡 (Montgomery County)    | デイトン (Dayton)                               | 1803年5月1日   | リチャード・モントゴメリー（1738年-1775年）、アメリカ独立戦争の軍人                                               | 537,309人   | 1,196km2 (461.68mi2) |      |
| モーガン郡 (Morgan County)            | マコネルスビル (McConnelsville)                 | 1817年12月29日 | ダニエル・モーガン（1735年頃-1802年）、アメリカ独立戦争の軍人                                                     | 13,802人    | 1,082km2 (417.66mi2) |      |
| モロー郡 (Morrow County)              | マウントギリアド (Mount Gilead)                 | 1848年3月1日   | ジェレマイア・モロー（1771年-1852年）、オハイオ州知事                                                             | 34,950人    | 1,052km2 (406.22mi2) |      |
| マスキンガム郡 (Muskingum County)     | ゼインズビル (Zanesville)                       | 1803年3月1日   | インディアンの言葉で「川側の町」あるいは「川岸の側」                                                              | 86,410人    | 1,721km2 (664.63mi2) |      |
| ノーブル郡 (Noble County)             | コールドウェル (Caldwell)                       | 1851年4月1日   | ジェイムズ・ノーブル（1785年-1831年）、地域の初期開拓者、後のインディアナ州選出アメリカ合衆国上院議員             | 14,115人    | 1,033km2 (399.00mi2) |      |
| オタワ郡 (Ottawa County)              | ポートクリントン (Port Clinton)                 | 1840年3月6日   | オタワ族インディアン、「交易業者」を意味する                                                                      | 40,364人    | 660km2 (254.95mi2)   |      |
| ポールディング郡 (Paulding County)    | ポールディング (Paulding)                       | 1820年4月1日   | ジョン・ポールディング（1758年-1818年）、アメリカ独立戦争の時にイギリスのスパイジョン・アンドレを捕まえた         | 18,806人    | 1,078km2 (416.26mi2) |      |
| ペリー郡 (Perry County)               | ニューレキシントン (New Lexington)              | 1818年3月1日   | オリバー・ハザード・ペリー（1785年-1819年）、米英戦争の海軍軍人                                                   | 35,408人    | 1,061km2 (409.78mi2) |      |
| ピッカウェイ郡 (Pickaway County)      | サークルビル (Circleville)                      | 1810年3月1日   | ショーニー族の支族であるピカ族（綴り違い）、あるいはインディアンの言葉"Piqua" の異形                              | 58,539人    | 1,300km2 (501.91mi2) |      |
| パイク郡 (Pike County)                | ウェイバリー (Waverly)                          | 1815年2月1日   | ゼブロン・パイク（1779年-1813年）、アメリカ独立戦争の軍人、1806年にコララドのパイクス峰を発見                     | 27,088人    | 1,143km2 (441.49mi2) |      |
| ポーテージ郡 (Portage County)         | ラベンナ (Ravenna)                              | 1807年6月7日   | インディアンの陸路搬送から派生                                                                                    | 161,791人   | 1,275km2 (492.39mi2) |      |
| プレブル郡 (Preble County)            | イートン (Eaton)                                | 1808年3月1日   | エドワード・プレブル（1761年-1807年）、アメリカ独立戦争の海軍軍人                                                 | 40,999人    | 1,100km2 (424.80mi2) |      |
| パットナム郡 (Putnam County)          | オタワ (Ottawa)                                 | 1820年4月1日   | イズラエル・パットナム（1718年-1790年）、アメリカ独立戦争の軍人                                                   | 34,451人    | 1,253km2 (483.87mi2) |      |
| リッチランド郡 (Richland County)      | マンスフィールド (Mansfield)                    | 1808年3月1日   | 地域の土壌の肥沃さ                                                                                                | 124,936人   | 1,287km2 (496.88mi2) |      |
| ロス郡 (Ross County)                  | チリコシー (Chillicothe)                        | 1798年8月20日  | ジェイムズ・ロス、ペンシルベニア州選出アメリカ合衆国上院議員                                                      | 77,093人    | 1,783km2 (688.41mi2) |      |
| サンダスキー郡 (Sandusky County)      | フリーモント (Fremont)                          | 1820年4月1日   | イロコイ族の言葉で「冷たい水」                                                                                    | 58,896人    | 1,060km2 (409.18mi2) |      |
| サイオト郡 (Scioto County)            | ポーツマス (Portsmouth)                         | 1803年5月1日   | サイオト川、ワイアンドット族の言葉で「鹿」                                                                        | 74,008人    | 1,586km2 (612.27mi2) |      |
| セネカ郡 (Seneca County)              | ティフィン (Tiffin)                             | 1820年4月1日   | セネカ族インディアン、当時郡内に居留地があった                                                                    | 55,069人    | 1,426km2 (550.59mi2) |      |
| シェルビー郡 (Shelby County)          | シドニー (Sidney)                               | 1819年4月1日   | アイザック・シェルビー（1750年-1826年）、アメリカ独立戦争の軍人、ケンタッキー州知事                               | 48,230人    | 1,060km2 (409.27mi2) |      |
| スターク郡 (Stark County)             | カントン (Canton)                               | 1808年2月13日  | ジョン・スターク（1728年-1822年）、アメリカ独立戦争の軍人、ベニントンの英雄                                       | 374,853人   | 1,492km2 (576.14mi2) |      |
| サミット郡 (Summit County)            | アクロン (Akron)                                | 1840年3月3日   | オハイオ運河最高標高点から                                                                                        | 540,428人   | 1,069km2 (412.72mi2) |      |
| トランブル郡 (Trumbull County)        | ウォーレン (Warren)                             | 1800年7月10日  | ジョナサン・トランブル（1710年-1785年）、郡創設時のコネチカット州知事                                             | 201,977人   | 1,597km2 (616.48mi2) |      |
| タスカラワス郡 (Tuscarawas County)    | ニューフィラデルフィア (New Philadelphia)       | 1808年3月15日  | タスカラワス川、「河口の開けた川」、あるいはこの川沿いに住んだタスカラワス族                                      | 93,263人    | 1,470km2 (567.58mi2) |      |
| ユニオン郡 (Union County)             | メアリーズビル (Marysville)                     | 1820年4月1日   | 4つの郡を合わせて作られたこと                                                                                     | 62,784人    | 1,131km2 (436.65mi2) |      |
| バンワート郡 (Van Wert County)        | バンワート (Van Wert)                           | 1820年4月1日   | アイザック・ヴァン・ワート（1760年-1828年）、アメリカ独立戦争の時にイギリスのスパイジョン・アンドレを捕まえた     | 28,931人    | 1,062km2 (410.09mi2) |      |
| ビントン郡 (Vinton County)            | マッカーサー (McArthur)                         | 1850年3月23日  | サミュエル・ギンリー・ビントン（1792年-1862年）、オハイオ州の政治家、アメリカ合衆国下院議員                       | 12,800人    | 1,072km2 (414.08mi2) |      |
| ウォーレン郡 (Warren County)          | レバノン (Lebanon)                              | 1803年5月1日   | ジョセフ・ウォーレン（1741年-1775年）、アメリカ独立戦争の軍人                                                     | 242,337人   | 1,035km2 (399.63mi2) |      |
| ワシントン郡 (Washington County)      | マリエッタ (Marietta)                           | 1788年7月27日  | ジョージ・ワシントン（1732年-1799年）、初代アメリカ合衆国大統領                                                   | 59,771人    | 1,645km2 (635.15mi2) |      |
| ウェイン郡 (Wayne County)             | ウースター (Wooster)                            | 1808年3月1日   | アンソニー・ウェイン（1745年-1796年）、アメリカ独立戦争の軍人                                                     | 116,894人   | 1,438km2 (555.36mi2) |      |
| ウィリアムズ郡 (Williams County)      | ブライアン (Bryan)                              | 1820年4月1日   | デイビッド・ウィリアムズ（1754年-1831年）、アメリカ独立戦争の時にイギリスのスパイジョン・アンドレを捕まえた       | 37,102人    | 1,092km2 (421.74mi2) |      |
| ウッド郡 (Wood County)                | ボーリンググリーン (Bowling Green)              | 1820年4月1日   | エリザー・D・ウッド（1783年-1814年）、メグス砦設立者                                                              | 132,248人   | 1,599km2 (617.32mi2) |      |
| ワイアンドット郡 (Wyandot County)     | アッパーサンダスキー (Upper Sandusky)           | 1845年2月3日   | ワイアンドット族インディアン                                                                                      | 21,900人    | 1,051km2 (405.61mi2) |      |

## 註
1. ↑  “Issue 6 reform wins big and sets in motion even bigger changes for Cuyahoga County”.   cleveland.com. 2010年1月28日閲覧。
2. ↑  QuickFacts. U.S. Census Bureau. 2020年.
3. ↑  “Ohio Genealogy Clickable County Map”. 2007年11月18日時点のオリジナルよりアーカイブ。2007年7月25日閲覧。
4. ↑  Resolution of 111th Ohio General Assembly designating John Allen as the person for which Allen County was named.
5. ↑  Ashtabula, Encyclopædia Britannica, 2007.  Accessed 2007-11-19.
6. ↑  Cuyahoga River, Encyclopædia Britannica, 2007.  Accessed 2007-11-19.